# Amba (formação geológica)

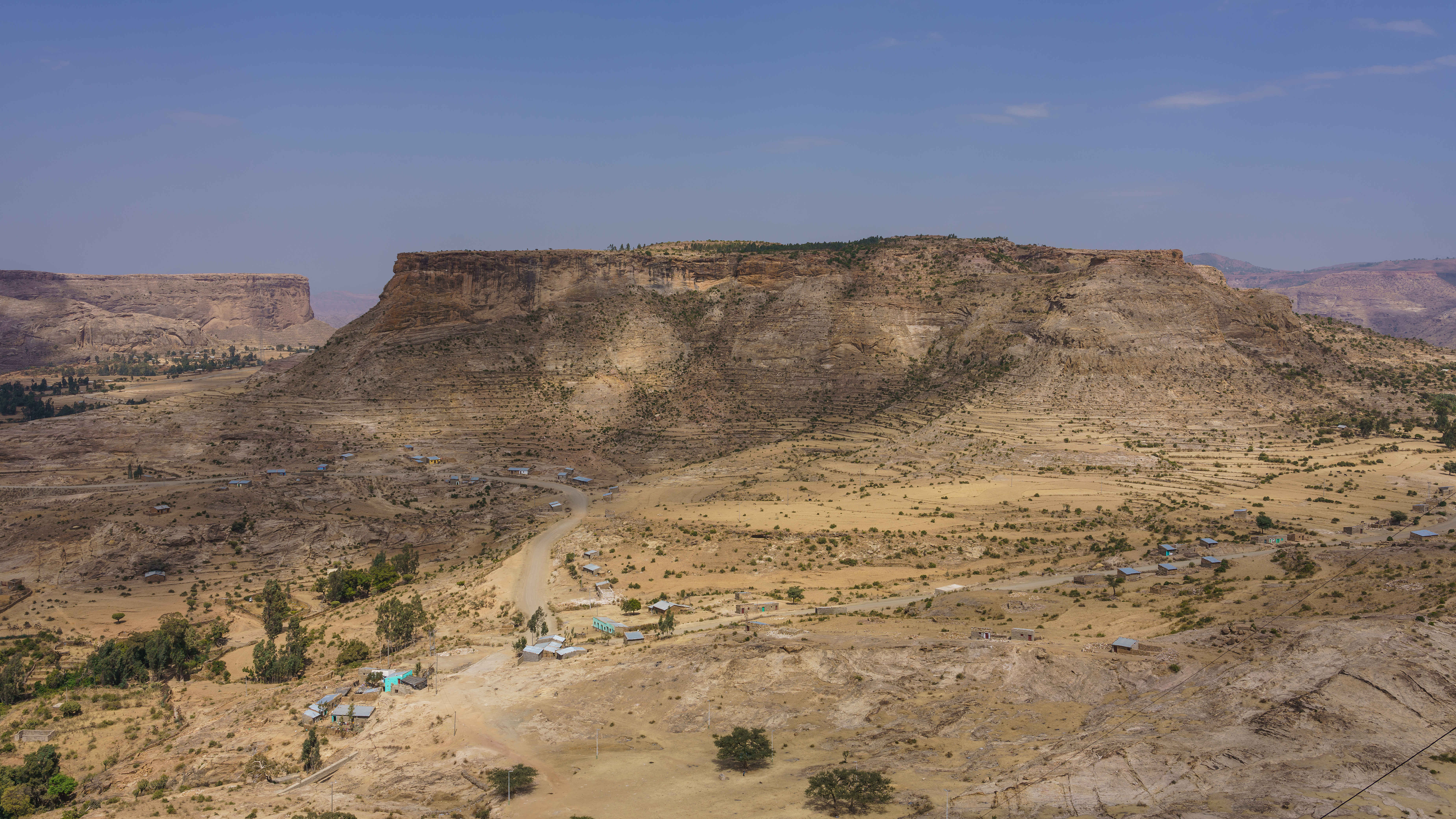
Vista do Mosteiro Debre Damo na região de Tigré, Etiópia

O amba (amárico: አምባ āmbā, tigrínia: እምባ imbā) é uma formação geológica característica da Etiópia. É uma montanha de encosta íngreme e topo plano, que muitas vezes abriga aldeias, poços e suas terras agrícolas circundantes. Esses assentamentos foram construídos nesses locais porque esses planaltos são muito defensáveis e quase sempre inacessíveis.
O termo original em amárico indica uma fortaleza de montanha. Amba Geshen, por exemplo, é um amba historicamente significativo, onde membros de famílias reais eram mantidos sob guarda para sua segurança e para impedir sua participação em conspirações contra o imperador. Outros notáveis ambas incluem Amba Aradam e Amba Alagi, locais de batalhas famosas durante a primeira e segunda guerras ítalo-etíopes. Em tigrínia, o termo é "Emba" (também escrito "Imba").
Em 2008, uma missão científica avistou o Kundudo, uma das duas populações de cavalos selvagens na África, em um amba perto de Harar.